# Rhinella festae
El sapo del Valle de Santiago (Rhinella festae) es una especie de anfibios de la familia Bufonidae.
Se encuentra en la vertiente amazónica de los Andes en Ecuador y Perú, en altitudes entre 200 y 1700 m.
Su hábitat natural incluye bosques secos tropicales o subtropicales y montanos secos.